# Бак, Ларс (программист)
Ларс Бак (дат. Lars Bak, род. 1965) — датский программист. Известен как эксперт по JavaScript. Ранее работал в Google, внеся свой вклад в Google Chrome при разработке движка V8. Один из разработчиков HotSpot — виртуальной машины Java. Совместно с Каспером Лундом разработал язык программирования Dart. В настоящее время живёт в городе Орхус. Работает над созданием нового языка программирования для Интернета вещей.

## Биография
Бак учился в Орхусском университете. Получив степень магистра компьютерных наук в 1988 году, он занялся изучением и разработкой виртуальных машин. Награждён Премией Даля — Нюгора в 2018 году.

### Работа
После участия в разработке и реализации BETA Mjølner System, в 1991 году он присоединился к группе в Sun Microsystems Laboratories в Купертино. Во время своего пребывания там разработал среду программирования для Self и добавил несколько улучшений в виртуальную машину.
В 1994 году он присоединился к Technologies LongView Technologies LLC, где разработал и внедрил высокопроизводительные виртуальные машины для Smalltalk и Java. После того, как Sun Microsystems приобрела LongView Technologies в 1997 году, Бак стал инженером-менеджером и техническим руководителем в команде HotSpot в Java Software Sun, где разработал высокопроизводительную виртуальную машину Java.
В 2002 году, после возвращения в Орхус, Бак основал компанию OOVM, которая разрабатывала программное обеспечение для мобильных телефонов. В 2004 году он продал её швейцарской компании Esmertec.
В 2004 году Бак присоединился к Google для работы над браузером Chrome. Он не вернулся в Соединенные Штаты, предпочитая работать удалённо из Дании, где его дочери получали образование. Бак координировал работу команды из 12 инженеров, занимающихся разработкой интерпретатора V8 JavaScript для Chrome, названного в честь мощного восьмицилиндрового двигателя.
Ларс Бак и Каспер Лунд разработали язык программирования Dart, представленный в 2011 на конференции Goto.

## Патенты
Ларс Бак имеет 18 патентов на программное обеспечение в области программирования виртуальных машин. В 2010 году компания Oracle, после приобретения ею Sun Microsystems Laboratories, подала в суд на Google за нарушение прав на несколько патентов, среди которых был патент, принадлежащий Баку.